# Rhyacophila tshogpa
Rhyacophila tshogpa är en nattsländeart som beskrevs av Schmid 1970. Rhyacophila tshogpa ingår i släktet Rhyacophila och familjen rovnattsländor. Inga underarter finns listade i Catalogue of Life.